# Oophytum
Oophytum (лат.) — род суккулентных растений семейства Аизовые (Aizoaceae), подсемейства Ruschioideae, произрастающий на территории Капской провинции Южно-Африканской Республики.

## Название
Родовое латинское название Oophytum происходит от греческих слов oon, — «яйцо», и phyton, — «растение», в связи с формой пар сросшихся листьев.
Из-за отсутствия официального русскоязычного названия рода в авторитетных источниках, вероятное произношение на русском языке может быть сформировано как «Оофитум».

## Ботаническое описание
Представители рода — миниатюрные, компактные, разнолистные многолетники, достигающие высоты менее 2,5 см. Листья супротивные, в значительной степени сросшиеся и объединенные в небольшие яйцевидные тела с небольшой трещиной, на поверхности видны идиобласты клеток. К концу вегетационного периода листья становятся ярко-коричневато-красными, в остальное время оттенок листьев может варьироваться от темно-зеленого до коричневато-зеленого или желтовато-зеленого. Со временем новая пара листьев постепенно поглощает старую, оставляя беловатую оболочку.

Oophytum nanum
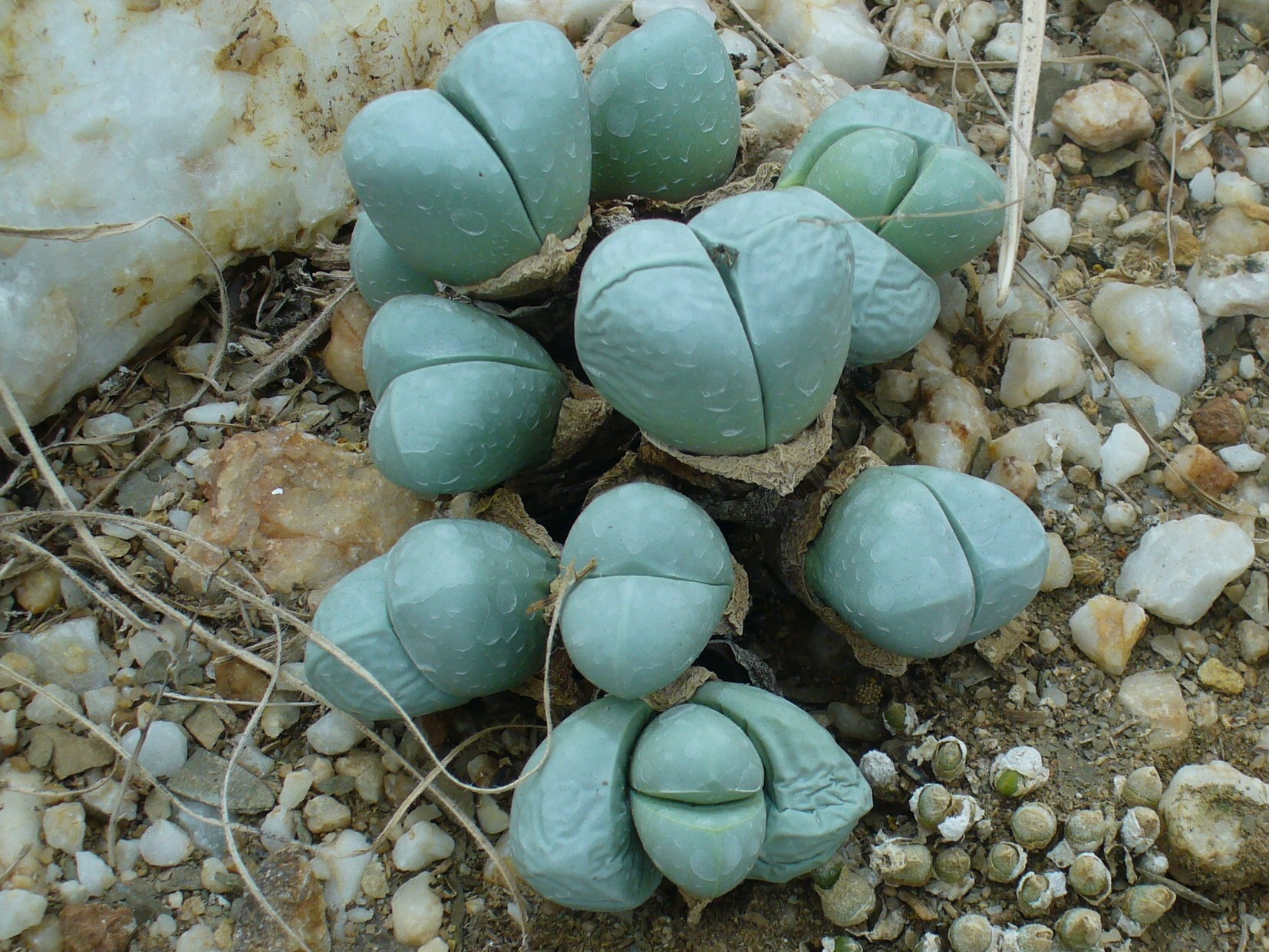
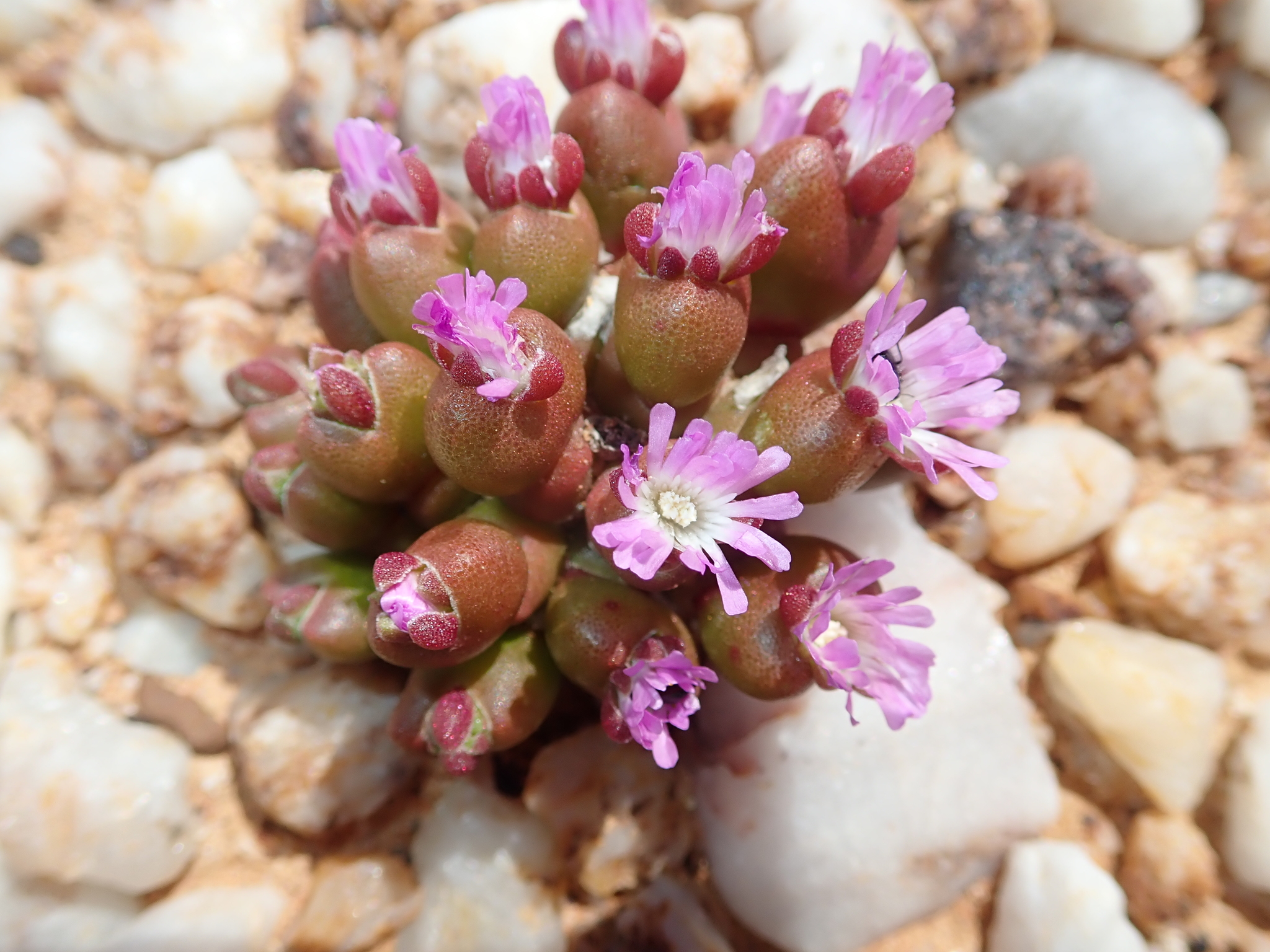
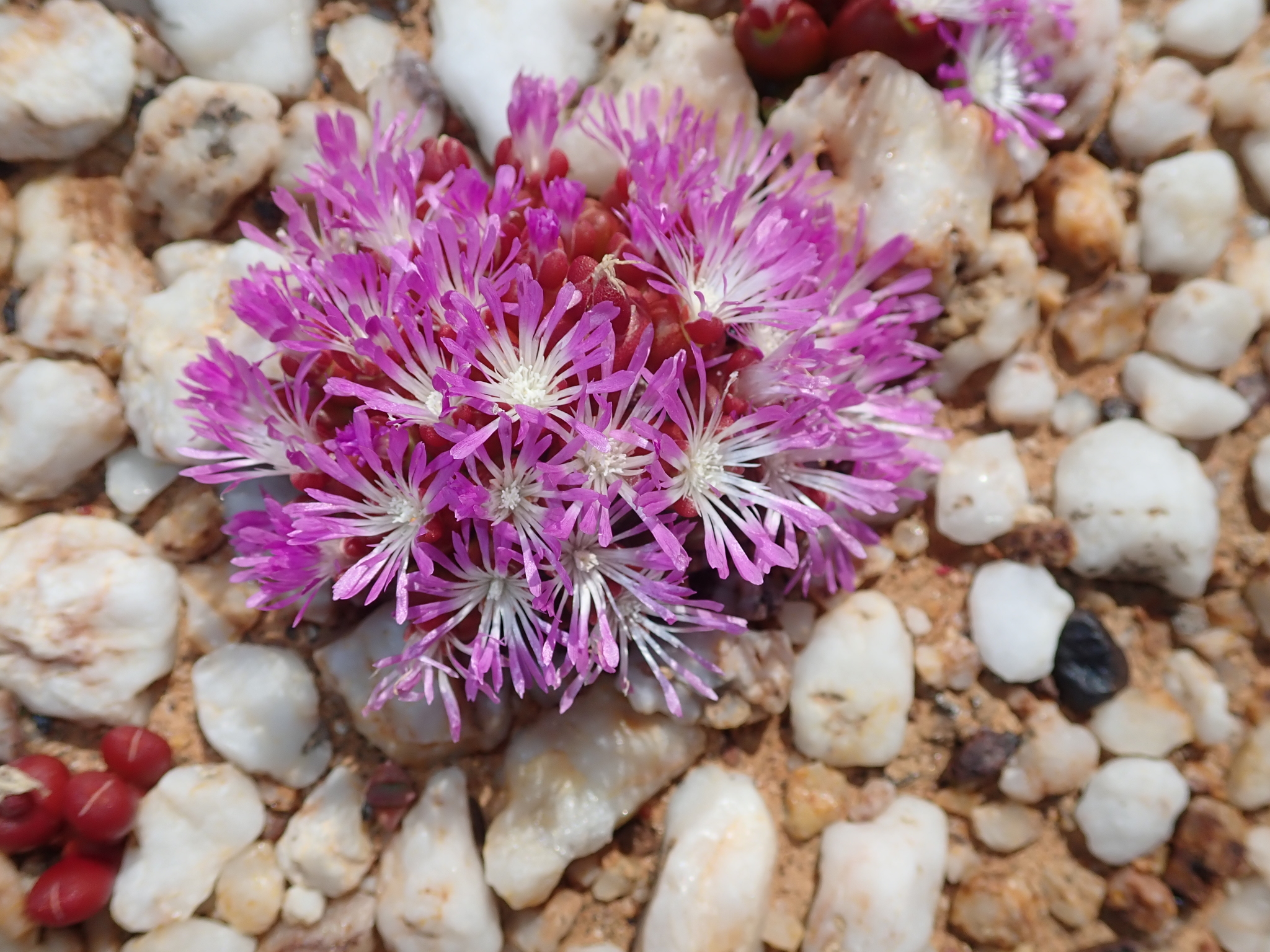

Цветки одиночные, с отходящими от отверстия прицветниками, диаметром приблизительно 25 мм; раскрываются в полдень и закрываются к вечеру. Чашелистиков обычно 6 (иногда 7), они коротко трубчатые. Лепестки располагаются в 2 или 3 рядах, они могут быть белыми, розовыми или бледно-фиолетовыми. Тычинки имеют нитевидные выросты у основания, их окраска также может быть белой, розовой или бледно-фиолетовой; также встречаются стаминодии, окрашенные, как лепестки. Нектарник обладает зубчатым кольцом. Завязь немного выпуклая с (5) 6 гребнями на вершине; плаценты располагаются у основания или на стенках плода; рыльца числом (5) 6, нитевидные. Плод представляет собой (5) 6-гнездную коробочку, напоминающую плоды растений рода Delosperma; она развивается непосредственно над поверхностью растения в период засухи; створки плода широкие; кроющие мембраны иногда присутствуют в виде узких ободков над локулами. Семена мелкие, в большом количестве в каждом гнезде, слегка сжатые.

## Таксономия
Oophytum N.E.Br., первое упоминание в Gard. Chron., ser. 3, 78: 413. (1925).

### Синонимы
- Conophytum subgen. Oophytum (N.E.Br.) G.D.Rowley

### Виды
Согласно данным сайта WFO Plantlist на июнь 2023 года, род состоит из 2 видов:
- Oophytum nanum (Schltr.) L.Bolus
- Oophytum oviforme (N.E.Br.) N.E.Br. typus